# Liste der Naturdenkmale in Gau-Bickelheim
Die Liste der Naturdenkmale in Gau-Bickelheim nennt die im Gemeindegebiet von Gau-Bickelheim ausgewiesenen Naturdenkmale (Stand 29. Februar 2024).

## Naturdenkmale
| Nr.         | Bezeichnung    | Lage                              | Beschreibung     | Bild                                    |
| ----------- | -------------- | --------------------------------- | ---------------- | --------------------------------------- |
| ND-7331-387 | Alter Friedhof | Mühlweg/Wallertheimer Straße Lage | zehn Einzelbäume | Direkt Bild zu diesem Denkmal hochladen |